# Frimesa Cooperativa Central
A Frimesa Cooperativa Central é uma empresa brasileira, do ramo alimentício, baseada no cooperativismo, fundada em 13 de dezembro de 1977, em Francisco Beltrão. Com sede no município de Medianeira, região Oeste do Paraná, industrializa alimentos derivados de carne suína e laticínios.
Formada por cinco cooperativas filiadas: Copagril, Lar, C. Vale, Copacol e Primato, é a maior empresa paranaense de abate e processamento de suínos e está entre as maiores empresas do Brasil de recebimento de leite. Atualmente conta com seis unidades industriais e atua em todo o mercado nacional, também exportando para alguns países.
A Frimesa conta com cinco unidades industriais e inúmeros postos de recebimento e distribuição, localizados em sete estados brasileiros.
Em Medianeira e Marechal Cândido Rondon estão os complexos de processamento de carnes. As unidades de produção de lácteos encontram-se em Marechal Cândido Rondon, Matelândia e Capanema, no Paraná, e Aurora, em Santa Catarina. Postos de recebimento de leite encontram-se no Paraná e  Mato Grosso do Sul. Conta com filiais de vendas e centros de distribuição no Paraná, Santa Catarina, Rio Grande do Sul, São Paulo, Rio de Janeiro e Minas Gerais.

## História
Sua fundação ocorreu em 13 de dezembro de 1977, a partir da união de seis mil agricultores de quatro cooperativas do sudoeste paranaense: Coasul (São João), Comfrabel (Francisco Beltrão), Camdul (Dois Vizinhos) e Coopersabadi (Barracão), com o nome de Cooperativa Central Sudcoop (Cooperativa Central Agropecuária Sudoeste), para a industrialização de leite e suínos. Os fundadores buscaram a integração de forças do cooperativismo e a fixação dos agricultores no campo, por meio da produção e da diversificação. Na época, a decisão dos preços praticados pelo mercado agrícola estava em poder de grandes empresas.
Em 1978, a Sudcoop comprou o Frigorífico Medianeira SA - Frimesa e iníciou atividades operacionais no segmento de carnes, com a União das cooperativas Coagro, Cotrefal (hoje Lar), Copagril, Copacol, C. Vale e Coopagro (extinta). 
Entre 1979 e 1980, o frigorífico com capacidade de abate de 500 suínos por dia foi inaugurado, produzindo linguiças, carnes curadas e defumadas, salames, copa e, principalmente, cortes in natura. A Central manteve-se como Frigorífico Medianeira S.A, marca Frimesa para estes produtos. 
Em agosto de 1980, com a compra de duas indústrias do Laticínios Rainha, passou a industrializar leite.
No ano de 1981, novas aquisições de unidades de leite fizeram com que a Central alcançasse a capacidade de dez mil litros por dia, passando a atuar com três marcas: Frimesa, para os produtos de carnes, Rei do Oeste para laticínios e Iguaçu para rações. A sede da Frimesa foi transferida para Medianeira.
Entre 1982 a 1984, foram lançados 15 produtos, chegando a um portfólio de 118 itens. No frigorífico, o abate anual subiu para 205 mil suínos e 3 mil bovinos.
Em 1986 e 1987, ocorreu a primeira ampliação do frigorífico de Medianeira, atingindo capacidade de abate de 1.200 suínos por dia e industrialização de mil toneladas por mês. Foi dado início à construção da Unidade Fabril de Queijos, em Marechal Cândido Rondon, para produção de queijos parmesão, provolone, colonial, mussarela e prato, adotando a marca Reggio.
Em 2000, para melhorar o desempenho no segmento de leite, passa a produzir requeijões, iogurtes, queijo petit suisse, creme de leite e leite UHT. 
Em 2004, passou a industrializar 6.500 suínos por dia.
Em 2005, inaugurou a primeira fábrica de leite condensado do Paraná, em Marechal Cândido Rondon, e realiza a modernização dos processos de queijos e da linha longa vida. As mudanças ampliaram em 400% a capacidade industrial da unidade.
No ano de 2013, novos investimentos na planta de carnes modernizaram e ampliaram a capacidade das linhas de industrialização dos produtos: bacons, frios fatiados, cortes especiais, hambúrgueres, fatiados, salames defumados, salsichas e mortadelas.
Em 2014, a Unidade de Matelândia passou a produzir exclusivamente iogurtes, sobremesas e bebidas lácteas.
Em 2015, surgiu o "Projeto Década 20", com o objetivo de ampliar de 6.500 para 21 mil suínos industrializados diariamente, e para isso, decidiram pela construção de uma nova indústria de carnes, em Assis Chateaubriand. Foi lançada a campanha de marketing “A carne que o mundo prefere”, a fim de difundir o conhecimento do portfólio de carnes da marca e expandir as vendas no estado de São Paulo.
A empresa incluiu dois robôs no processo de industrialização nas principais fábricas, em 2016. Conquistou a certificação IFS Global Markets Food, ligada à segurança de alimentos. O crescimento da produção de suínos levou à antecipação do projeto de inclusão do novo parque industrial, em Assis Chateaubriand.
Em 2017, foi inaugurado o novo Centro Administrativo, em Medianeira. Também foram realizados aperfeiçoamentos em três unidades industriais, iniciando-se as obras do novo frigorífico. No mesmo ano, a empresa passou a atuar com mais uma unidade de processamento de carnes em Marechal Cândido Rondon e recebeu os títulos de "Empresa mais Inovadora" e "Cooperativa mais lembrada do Paraná", segundo a Revista Amanhã.
Em 2019, ficou posicionada como a 303ª maior empresa do Brasil e 72ª maior do agronegócio, pela Revista Exame.
Ao completar 45 anos, em 2022, a Frimesa inaugurou a Unidade Frigorífica em Assis Chateuabriand, que terá capacidade de abater até 15 mil suínos ao dia em sua fase final de ampliação em 2032. 

## Estrutura organizacional
A empresa é organizada segundo a figura abaixo. A divisão de atividades acontece por áreas e setores que prestam contas à superintendência e esta à diretoria, que se dirige às auditorias e cooperativas filiadas (Conselho de Administração). Todos os valores são apresentados em Assembleia Geral Ordinária.

Delegados: AGO
Conselhos de Administração e Fiscal
Diretoria (diretor-presidente-executivo)
Assessorias da diretoria e superintendências
Gerente de área
Supervisor de área 

## Produtos
A Frimesa dispõe de um portfólio de mais de 520 produtos, que dividem-se nos segmentos de:  
Carnes
- Assados especiais
- Bacon e defumados
- Cortes temperados
- Cortes suínos congelados
- Empanados
- Hambúrguer
- Linguiças
- Salsicha

Frios
- Copas e salames
- Mortadelas
- Presunto

Lácteos
- Requeijão
- Leite
- Doce de leite
- Creme de leite
- Leite condensado
- Achocolatado
- Manteiga
- Nata
- Iogurtes
- Leite fermentado
- Sobremesas
- Queijo
- Zero lactose

Linha infantil (Friminho)
- Leite fermentado
- Petit suisse
- Mortadela de Frango
- Achocolatados
- Iogurtes
- Salsicha
- Hambúrguer
- Empanados

## Exportação
A Frimesa envia seus produtos para o mercado internacional desde 1988. Para atender as demandas externas, toda a produção é monitorada desde a rastreabilidade do animal, até a segurança sanitária e qualidade dos produtos.

## Sites
Entre os sites sob domínío da Frimesa estão:
Frimesa.com.br – Site institucional. Produtos, história, princípios, políticas de qualidade, e receitas com os produtos Frimesa, voltado ao público consumidor e clientes. 
A Carne que o Mundo Prefere: portal que posiciona a Frimesa como autoridade em carne suína. Conteúdo exclusivo sobre a proteína. 
Friminho.com.br – Voltado a linha de produtos infantis da empresa, além de receitas, dá dicas e mostra atividades para que melhoram o desenvolvimento com as crianças e o relacionamento delas com os pais. 